# Askeby socken
Askeby socken i Östergötland ingick i Bankekinds härad, ingår sedan 1971 i Linköpings kommun och motsvarar från 2016 Askeby distrikt.
Socknens areal är 22,94 kvadratkilometer, varav 22,75 land. År 2000 fanns här 697 invånare. Tätorten Askeby med Askeby kloster och sockenkyrkan Askeby kyrka ligger i socknen. 

## Administrativ historik
Askeby socken har medeltida ursprung.
Vid kommunreformen 1862 övergick socknens ansvar för de kyrkliga frågorna till Askeby församling och för de borgerliga frågorna till Askeby landskommun. Landskommunen utökades 1952, uppgick 1961 i Åkerbo landskommun och uppgick 1971 i Linköpings kommun. Församlingen uppgick 1 januari 2009 i Åkerbo församling.
1 januari 2016 inrättades distriktet Askeby, med samma omfattning som församlingen hade 1999/2000.  
Socknen har tillhört samma fögderier och domsagor som Bankekinds härad.  De indelta soldaterna tillhörde   Andra livgrenadjärregementet, Tjusts och Linköpings kompanier.

## Geografi
Askeby socken ligger öster om Linköping. Socknen består av odlingsbygd på Östgötaslätten i norr och kuperad skogsbygd i söder.

## Fornlämningar

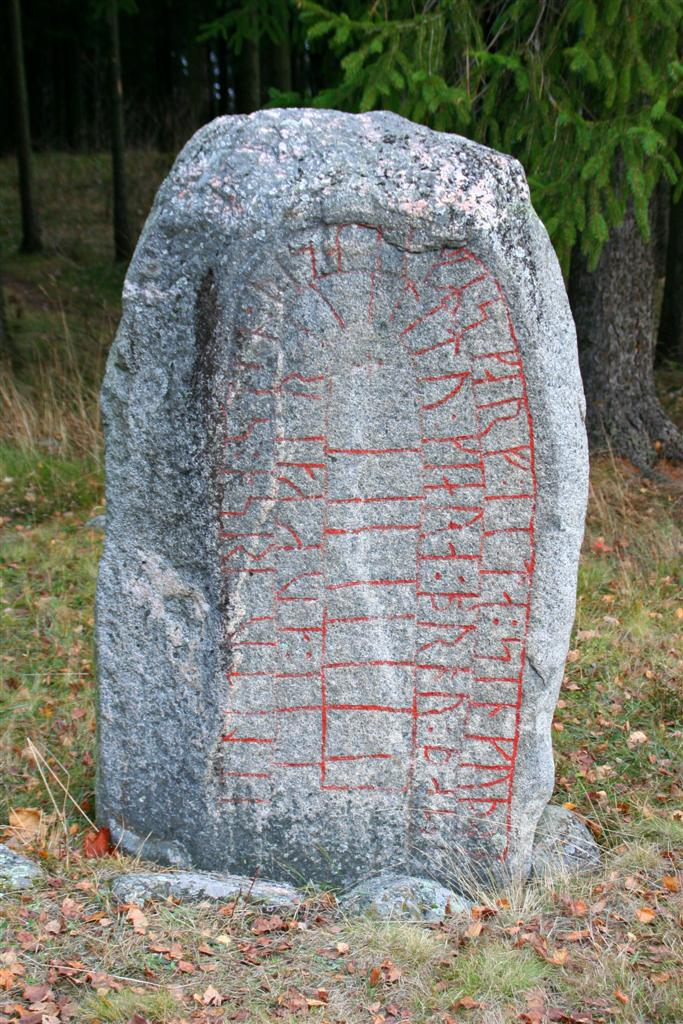
Östergötlands runinskrifter 10

Kända från socknen är gravfält, en domarring och stensträngar från järnåldern. En runristning är känd från Lilla Berga.

## Namnet
Namnet (1230 Askaby) kommer från kyrkbyn. Förleden innehåller ask. Efterleden är by, 'gård;by'.

### Fotnoter
1. 1 2  Svensk Uppslagsbok Askeby socken Arkiverad 5 maj 2015 hämtat från the Wayback Machine.
2. 1 2  Harlén, Hans; Harlén Eivy (2003). Sverige från A till Ö: geografisk-historisk uppslagsbok. Stockholm: Kommentus. Libris 9337075. ISBN 91-7345-139-8
3. ↑  ”Församlingar”. Statistiska centralbyrån. https://www.scb.se/hitta-statistik/regional-statistik-och-kartor/regionala-indelningar/forsamlingar/. Läst 30 december 2022.
4. ↑  Administrativ historik för Askeby socken (Klicka på församlingsposten). Källa: Nationella arkivdatabasen, Riksarkivet.
5. 1 2  Sjögren, Otto (1931). Sverige geografisk beskrivning del 2 Östergötlands, Jönköpings, Kronobergs, Kalmar och Gotlands län. Stockholm: Wahlström & Widstrand. Libris 9939
6. 1 2  Nationalencyklopedin
7. ↑  Fornlämningar, Statens historiska museum: Askeby socken
8. ↑  Fornminnesregistret, Riksantikvarieämbetet: Askeby socken Fornminnen i socknen erhålls på kartan genom att skriva in sockennamn (utan "socken") i "Ange geografiskt område"
9. ↑  Mats Wahlberg, red (2003). Svenskt ortnamnslexikon. Uppsala: Institutet för språk och folkminnen. Libris 8998039. ISBN 91-7229-020-X. https://isof.diva-portal.org/smash/get/diva2:1175717/FULLTEXT02.pdf